# District de Ledu
Le district de Ledu (乐都区 ; pinyin : Lèdū qū) est un district administratif de la province du Qinghai en Chine. Il est placé sous la juridiction de la préfecture de Haidong.

## Démographie
La population du district était de 290 904 habitants en 1999.
Population des principales villes en 2000.
- Gaomiao : 24 987 habitants.
- Yinsheng : 11 400 habitants.